# Birth - Io sono Sean
Birth - Io sono Sean (Birth) è un film del 2004 diretto da Jonathan Glazer.
È stato inserito nella sezione in concorso alla 61ª Mostra internazionale d'arte cinematografica di Venezia.

## Trama
Dieci anni dopo la tragica e improvvisa morte di suo marito Sean, Anna cerca disperatamente di ricostruire la sua vita. È in procinto di risposarsi con il premuroso Joseph, ma l'ombra del passato torna a tormentarla. Un bambino sconosciuto si presenta, chiedendo di parlarle da solo. I suoi occhi, insolitamente maturi e penetranti, sembrano scrutarla fin dentro l'anima. Con una tranquillità agghiacciante, le si rivolge con una certezza sconvolgente: "Sono tornato. Sono Sean". La esorta a non sposare Joseph, gettando un'ombra gelida e inspiegabile sul suo futuro.
Inizialmente, Anna e Joseph cercano di liquidare la situazione come un macabro scherzo. Il bambino, però, non si arrende. Inizia a scriverle, e ogni suo messaggio è carico di dettagli intimi e sconosciuti, particolari che solo Sean e Anna potevano sapere. Le menziona una cicatrice nascosta sul ginocchio di Anna, le ricorda la melodia di una canzone che cantavano solo loro due, le descrive il profumo dei fiori che aveva sulla tomba di Sean il giorno del suo funerale. La sua precisione è agghiacciante, e sembra non esserci una spiegazione razionale. La cosa più inquietante è che ogni volta che il bambino la guarda, Anna avverte un freddo glaciale, un senso di possessione che la atterrisce e allo stesso tempo la attrae. Mentre Joseph vede in lui solo un folle manipolatore, Anna comincia a cedere al dubbio. Il confine tra realtà e allucinazione si fa sempre più sottile. Arriva a credere che il ragazzino sia davvero il suo Sean, e in un delirio d'amore e speranza, progetta di annullare le nozze e di aspettare che il bambino diventi maggiorenne per sposarlo.
È a questo punto che Clara, un'amica di Anna, interviene portando con sé una verità ancora più oscura e crudele. Decisa a porre fine alla follia di Anna, affronta il bambino. Con una freddezza che nasconde un profondo rancore, gli rivela un segreto terribile: lei era l'amante di Sean. Se fosse davvero la sua reincarnazione, l'avrebbe riconosciuta, sapendo anche di questo tradimento. Ma il vero colpo di scena è un altro. Clara confessa di aver sotterrato un pacco contenente le lettere d'amore che Anna aveva scritto a Sean, lettere che lui non aveva mai aperto, perché in realtà non l'amava. Era stato il bambino, per una macabra coincidenza, a dissotterrarle, leggendo così tutti i dettagli che aveva usato per ingannare Anna. Non era la reincarnazione di Sean, ma un bimbo disturbato che aveva trovato la sua storia e aveva deciso di impossessarsene.
La rivelazione è un colpo fatale. La speranza di un miracolo si dissolve, lasciando Anna a confrontarsi con una doppia, devastante verità: non solo Sean non è tornato, ma non l'ha mai amata davvero. Dopo la scoperta, il bambino viene preso in cura, mentre Anna si ritrova di nuovo sola e spezzata. Torna sui suoi passi e si decide a sposare Joseph, ma il suo equilibrio mentale è ormai compromesso. Il giorno del matrimonio, sulla spiaggia, la mente di Anna cede definitivamente. Con uno sguardo vuoto e uno strano sorriso, si dirige verso l'oceano per porre fine alla sua sofferenza. È Joseph, ancora una volta, a salvarla. La raggiunge in acqua e la riporta a riva, bloccandola in un abbraccio disperato, l'unica ancora di salvezza in un mare di tormento.